# 日本とアルメニアの関係
日本とアルメニアの関係（アルメニア語: Հայ-ճապոնական հարաբերություններ、英語: Japan–Armenia relations）では、日本とアルメニアとの関係について記述する。両国間において正式に国交が樹立されたのは1992年のことだった。

## 両国概要
|                               | アルメニア                                                               | 日本                                           |
| ----------------------------- | ------------------------------------------------------------------------ | ---------------------------------------------- |
| 人口                          | 290万人（2019年）                                                        | 1億2581万人                                    |
| 面積                          | 29,800 km²                                                               | 377,955 km²                                    |
| 人口密度                      | 約112人/km²（2011年）                                                    | 334.5人/km² （2020年）                         |
| 首都                          | エレバン                                                                 | 東京                                           |
| 最大都市                      | エレバン                                                                 | 東京 – 1399万3700人 (首都圏は3783万人)         |
| 国家体制                      | 共和制、一院制                                                           | 単一国家、議会内閣制、立憲君主制               |
| 公用語                        | アルメニア語                                                             | 日本語 (事実上)                                |
| 宗教                          | アルメニア教会、その他                                                   | 神道83.9%、仏教71.4%、キリスト教2%、その他0.6% |
| 民族                          | アルメニア人、ヤズィーディー人、ロシア人、アッシリア人、クルド人、その他 | 日本人、アイヌ、その他                         |
| 在留邦人数/在日アルメニア人数 | 66人（2019年）                                                           | 30人（2018年）                                 |
| 通貨                          | アルメニアドラム（Armenia Dram 1 = Yen 1）                               | 円（Yen 1 ＝ Armenia Dram 4.56）               |
| GDP (名目)                    | 約134億ドル（1人当たり約4528米ドル）（2019年）                           | 5兆8800億ドル (1人当たり46,827米ドル)          |

## 歴史
ディアナ・アブガルの努力により、日本は1920年7月22日にアルメニア第一共和国を独立国家として承認した最初の国の一つとなった。
アプカルは、アルメニア第一共和国の外務大臣ハモ・オハンジャニアンによって、駐日名誉領事に任命された。
1991年9月、ソビエト連邦の崩壊に伴いアルメニア共和国が独立。同年12月、日本はアルメニアを正式に国家として承認、1992年7月には正式に国交を樹立した。2010年7月には、東京に駐日アルメニア大使館が設立され、2015年1月にはエレバンに在アルメニア日本国大使館が設立された。
2017年6月29日、日本の外務省は、アルメニア国民のビザ要件を2017年9月1日から緩和すると発表し、2017年8月31日にもアルメニアは日本国民のビザ要件を解除した。

### その他
トルコによるアルメニア人虐殺の際、渋沢栄一はアルメニア難民への支援を行った。このことはディアスポラしたアルメニア人の間で知られている。

### 駐アルメニア日本大使

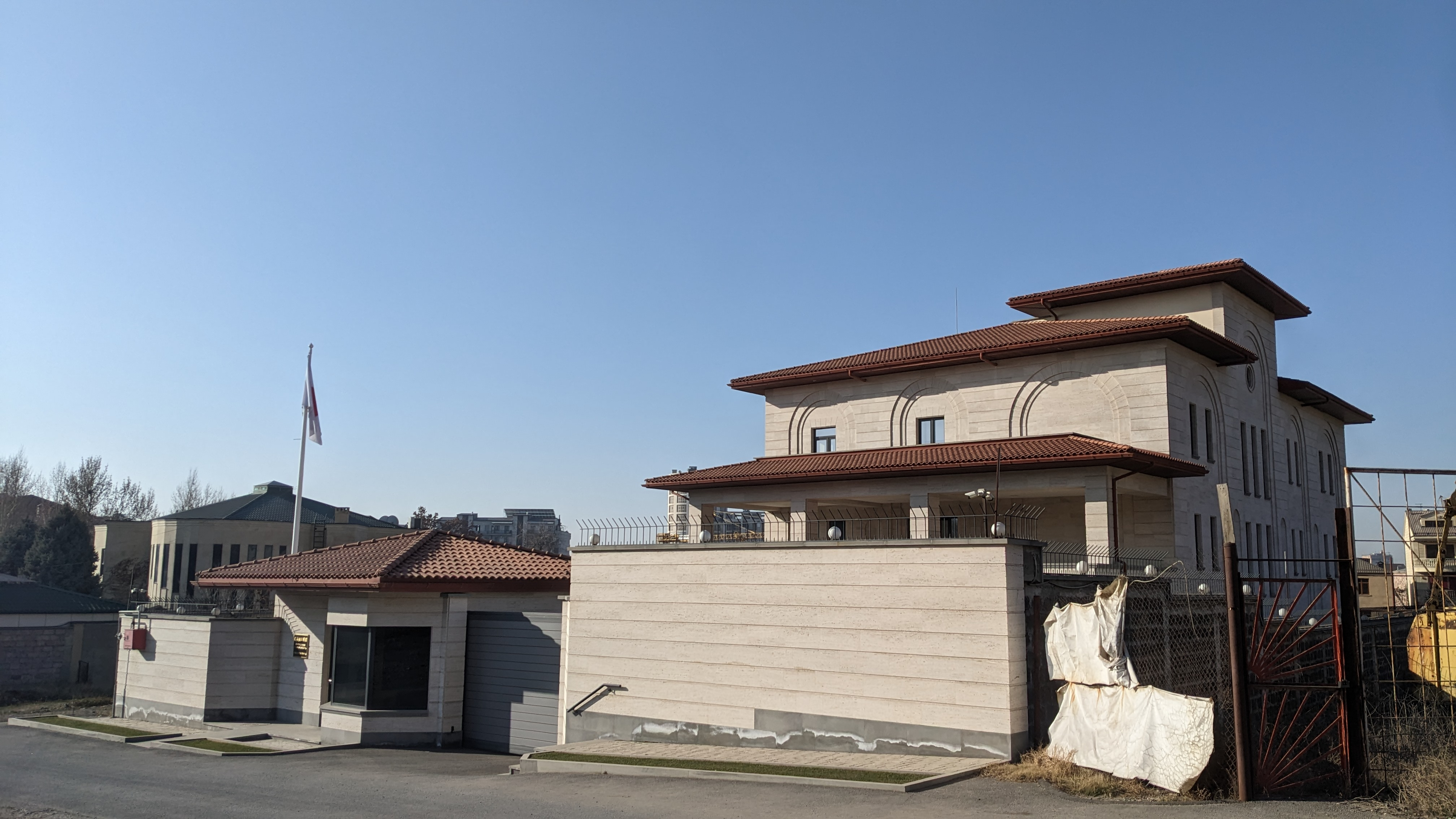
エレバンにある在アルメニア日本国大使館

## 外交使節

### 駐日アルメニア大使
- （臨時代理大使）アルセン・アラケリャン（2010～2012年）

1. グラント・ポゴシャン（アルメニア語版）（2012～2021年、信任状捧呈は7月13日[13][14]）
  - （臨時代理大使）サルキス・シルカニャン（2021年）
2. アレグ・ホヴァニシャン（ロシア語版）（2021年～、信任状捧呈は4月12日[15]）